# Spinolidia
Spinolidia  (лат.) — род прыгающих насекомых из семейства цикадок (Cicadellidae). Южная Америка. Длина 6-8 мм (самки крупнее). Скутеллюм крупный, его длина больше длины пронотума. Голова мелкая (широко округлённая спереди), отчётливо уже пронотума; лоб широкий. Глаза и оцеллии относительно крупные; глаза полушаровидные. Клипеус длинный и широкий. Эдеагус длинный. Сходны по габитусу с Evansolidia, отличаясь деталями строения гениталий. Род включают в состав подсемейства Coelidiinae. Spinolidia назван в честь итальянского натуралиста и энтомолога Максимилиана Спинолы (M. Spinola).
- Spinolidia flavifrons Osborn, 1924 — Боливия typus
  - =Jassus flavifrons Osborn
  - =Coelidia flavifrons (Osborn)
- Spinolidia magna Nielson, 1988
- Spinolidia osborni Nielson, 1982
- Spinolidia sarmenta Nielson, 1988
- Spinolidia spiculata Nielson, 1982
- Spinolidia spinolai Nielson, 1982